# Johnny English Reborn
Johnny English Reborn (Johnny English Returns en català central o Johnny English renaix en el doblatge valencià) és una pel·lícula de l'any 2011 dirigida per Oliver Parker.
Escrita pels guionistes Neal Purvis I Robert Wared, que també han dirigit pel·lícules com Skyfall. És una comèdia d'espionatge, interpretada per l'actor còmic Rowan Atkinson, també conegut a la televisió com Mr. Bean. Atkinson va guanyar un Oscar el 2002 al millor actor de comèdia de la televisió estrangera i en el 2010 del premi WhatsOnStage al millor actor en un musical, i també ha aconseguit d'altres nominacions. Ha estat doblada al català central i al valencià.

## Argument
Tracta sobre Johnny English, l'agent MI7, un home atabalat i poc hàbil, que en un moment de la seva vida desapareix. Els que l'envolten es pensen que ha desaparegut de la terra però en realitat viu a l'orient, lloc on ha anat per dedicar-se a millorar les seves habilitats físiques. El problema és que en l'agència on ell treballa necessiten la seva ajuda, ja que està en perill la vida de la dona del ministre xinès. Llavors, Johnny tornarà a l'acció amb les piles recarregades, utilitzant tota la nova tecnologia que té al seu abast, ja que haurà de derrotar aquest grup d'assassins que volen causar aquest “caos” a la ciutat. Per aconseguir això, ha de tenir molta confiança en si mateix. Després de moltes aventures i entrebancs, aconsegueix eliminar a la banda d'assassins.

## Repartiment
- Rowan Atkinson Johnny English, agent MI1
- Gillian Anderson, Agent Pamela Thomton
- Dominic west, Simon Ambrose
- Rosamund Pike, Kate Summer
- Daniel Kaluuya, Agent Tuker
- Richard Schiff, Fisher
- Togo Igawa, Ting Wang
- Tim Mclnnerny, Quatermain
- Lobo Chan, Xiang Ping
- Wale Ojo: President
- Pik-Sen Lin, Killer girl
- Williams Belle, Ling
- Janet Whiteside, Pegasus'mother
- Stephen Campbell, Minister
- Chris Jarman, Michael Tembe
- Chris Mansfiel, Traffic Warden
- Ian Shaw, Agent M17
- Danielle Victoria, Recepcionista
- Jadran Malijkovic, Agent MI7
- Allin Kempthrome, Mr Rhubarb
- Philip Harvey, Balcony MI7
- Dixie Arnold, Agent M17

## Pressupost i recaptació
El pressupost per fer la pel·lícula va ser de 40 milions de dòlars i va recaptar 160 milions de dòlars.